# Franck Sérusclat
Franck André Sérusclat est un homme politique français né le 7 juillet 1921 à Sarras (Ardèche) et mort le 2 juillet 2006 à Lyon.

## Biographie
Né à Sarras où son père est enseignant au lendemain de la Grande-Guerre, Franck André Sérusclat porte les prénoms de ses deux oncles morts pour la France. Il effectue ses études secondaires au Lycée de Privas puis entre en faculté de pharmacie à Lyon où il se lie d'une profonde amitié avec André Boucherle. Il obtient son diplôme le 27 mars 1947. Il exerce à la faculté comme moniteur au laboratoire de toxicologie et passe une thèse sous la direction du professeur Marc Chambon. Il entre comme assistant au laboratoire de police scientifique de Lyon créé en 1910 par le docteur Edmond Locard. Il y reste une trentaine d'années, devenant sous-directeur puis directeur.
À partir de décembre 1949, il exerce également la pharmacie d'officine à Saint-Fons où il forme de nombreux stagiaires. Très actif, il participe à la commission prospective de la Fédération des Syndicats Pharmaceutiques de France (FSPF) et au syndicat des pharmaciens du Rhône. Il s'engage également en politique. Avec André Boucherle, il crée en 1955 le comité lyonnais du mouvement pour les États-Unis d'Europe. Il organise des rencontres et des échanges entre les organisations pharmaceutiques européennes. Parfois provocateur, Franck Sérusclat prend position pour la dépénalisation du cannabis à une époque où sa fréquence d'utilisation pouvait le faire paraître négligeable par rapport au tabac et à l'alcool. De plus la toxicité et le rôle accidentogène du cannabis étaient sous-évalués. Il manifeste toujours un grand intérêt pour l'éducation et l'enseignement. Convaincu de l'utilité de l'informatique dans l'éducation, il publie en 2000 "l'École républicaine et numérique". Il souhaite que chaque élève ait un ordinateur. Il est membre pendant plus de cinquante ans de la Société de Pharmacie de Lyon.
Il est d'abord marié à Cécile Pasquier, décédée le 23 décembre 1982, puis à Paule Sassard.

## Engagement politique
Membre du Parti socialiste français, il a une vision pacifiste et européenne de la société. Il peut se consacrer à de nombreux sujets au cours de sa longue carrière, avec une prédilection pour la santé et la bioéthique. Il est ainsi, au Sénat, corapporteur de la loi Huriet-Sérusclat de 1988 relative à la protection des personnes dans la recherche biomédicale.
D'esprit novateur et non dépourvu d'humour, il a préconisé, dans le rapport sur la pharmacie que Pierre Mauroy lui a demandé en 1981, de créer des pharmacies ambulantes pour approvisionner en médicaments les villages ruraux, à l'image des épiciers en camionnette encore nombreux à cette époque. L'idée a alors fait sensation dans les milieux pharmaceutiques. Dans le même rapport il propose aussi d'éloigner la pharmacie d'officine des aspects commerciaux de son exercice en rémunérant le pharmacien à l'honoraire comme les autres professions de santé libérales.
Il est l'initiateur, avec Claude Huriet, de la loi du 20 décembre 1988, qui fixe pour la première fois en France le cadre légal des essais cliniques.

## Mandats
- Maire de Saint-Fons de 1967 à 1995
- Sénateur du Rhône du 25 septembre 1977 au 1er novembre 1999. Il démissionne en cours de mandat pour laisser la place à Gérard Collomb.
- Conseiller général du Rhône dans le canton de Saint-Fons (1985-1992)

## Décoration
- Chevalier de la Légion d'honneur le 1er janvier 2000

## Engagement associatif
Il crée en 1987 le Cercle Condorcet de Lyon, association loi 1901 dont il occupera la Présidence jusqu'en 2006.  Il laissera à Jean-Louis TOURAINE la charge de continuer l’œuvre du Cercle Condorcet de Lyon.